# Veer Mahaan
Rinku Singh Rajput, meglio conosciuto con i ring name Veer Mahaan o semplicemente Veer (Bhadohi, 8 agosto 1988), è un wrestler ed ex giocatore di baseball indiano.

## Biografia
Rinku Singh, insieme a Dinesh Patel, è noto per essere uno dei primi lanciatori professionisti di nazionalità indiana ad aver militato nel campionato di baseball statunitense, la Major League Baseball; la sua storia personale ha ispirato il film Million Dollar Arm della Disney, uscito nei cinema americani nel 2014.

## Carriera

### WWE (2018–2024)

#### NXT(2018–2021)
Il 13 gennaio 2018 Rajput firmò un contratto con la WWE, e il 31 maggio 2018 fece il suo esordio sul ring in un live event di NXT venendo sconfitto da Kassius Ohno, mentre il 25 marzo 2020 debuttò in televisione, insieme a Saurav, attaccando Matt Riddle e stabilendosi come heel; i due furono chiamati Indus Sher e affiancati da Malcolm Bivens come manager.
Il 22 gennaio 2021, a Superstar Spectacle, gli Indus Sher e Drew McIntyre sconfissero i Bollywood Boyz e Jinder Mahal.

#### Raw(2021–2022)
Nella puntata di Raw del 10 maggio 2021 Rinku Singh cambiò ring name in Veer Mahaan e accompagnò Jinder Mahal (assieme a Shanky) nel suo match vittorioso contro Jeff Hardy. Il 26 luglio combatté il suo primo match nel roster principale, ma fu sconfitto da Drew McIntyre per squalifica in seguito ad un'interferenza di Mahal. Il 5 ottobre, per effetto del Draft, venne confermato nel roster di Raw e separato da Mahal e Shanky, che invece passarono a SmackDown. A partire dal novembre del 2021, inoltre, vennero mandati in onda dei video circa il debutto di Veer Mahaan, apparendo tuttavia a Main Event. Veer debuttò il 4 aprile a Raw, la sera dopo WrestleMania 38, attaccando brutalmente Dominik e Rey Mysterio al termine del match perso da quest'ultimo contro The Miz. Il suo primo match singolo avvenne la settimana dopo, a Raw, dove sconfisse in poco tempo lo stesso Dominik Mysterio. Successivamente, Veer si dedicò a sconfiggere in pochissimo tempo una serie di vari jobber locali, sempre a Raw.

#### Varie faide (2022–2024)
Nella puntata di NXT del 4 ottobre Veer tornò nello show riunendosi con il suo vecchio compagno di team Sanga. Nella puntata di NXT del 26 ottobre Veer e Sanga attaccarono i Creed Brothers segnando il ritorno degli Indus Sher, e successivamente i due tornarono in azione sul ring sconfiggendo i jobber George Cannon e Jake Fingado il 15 novembre ad NXT.
Il 1º maggio 2023, per effetto del Draft, Veer venne promosso al roster di Raw assieme a Sanga e Mahal. Gli Indus Sher debuttarono nello show nella puntata del 15 maggio sconfiggendo i due jobber Drake Thompson e Lavar Barbie. Il 27 novembre, a Raw, gli Indus Sheer presero parte ad un tag team turmoil match per determinare i nuovi sfidanti all'Undisputed WWE Tag Team Championship ma vennero eliminati dai #DIY. Nella puntata di Raw del 18 marzo gli Indus Sher vennero sconfitti dagli Awesome Truth (The Miz e R-Truth), non riuscendo a qualificarsi per il ladder match per l'Undisputed WWE Tag Team Championship a WrestleMania XL.

## Personaggio

### Mosse finali
- Cervical clutch – 2022
- Running clothesline

### Musiche d'ingresso
- War of the Pharaos dei CFO$ (2020; 2022–2024; usata negli Indus Sher)
- Sher (Lion) di Jim Johnston (2021; usata con Jinder Mahal)
- Roar dei def rebel (2022)
- Tiranga dei def rebel (2023–2024; usata come membro degli Indus Sher)